# Grevillea donaldiana
Grevillea donaldiana là một loài thực vật có hoa trong họ Quắn hoa. Loài này được Kenneally miêu tả khoa học đầu tiên năm 1988.